# Florian Busch
Florian Busch (Tegernsee, 2 gennaio 1985) è un ex hockeista su ghiaccio tedesco.

## Carriera
Se si eccettuano gli esordi con lo Starbulls Rosenheim e alcune presenze in prestito all'EHC Klostersee e alla seconda squadra degli Eisbären Juniors ad inizio carriera, Busch ha giocato sempre con la maglia degli Eisbären Berlin, con cui ha vinto la Deutsche Eishockey-Liga per sette volte.
Ha giocato anche in nazionale: a livello giovanile ha giocato un'edizione del mondiale Under-18 (di I divisione) e due del mondiale Under-20 (uno di I divisione, vinto, ed uno élite); ha poi vestito la maglia della Germania, prendendo parte a tre edizioni dei mondiali (una di I divisione, vinto, e due élite) e alle olimpiadi di Torino 2006.
Ha annunciato il proprio ritiro il 6 gennaio 2021, a causa dei numerosi infortuni che gli avevano consentito di raccogliere una sola presenza nella stagione 2019-2020 e nessuna nella prima parte di quella successiva. Al momento del ritiro, coi suoi 477 punti era al quarto posto nella classifica dei migliori marcatori nella storia degli Eisbären Berlin.

## Palmarès

### Club
- Deutsche Eishockey Liga: 7

Eisbären Berlin: 2004-2005, 2005-2006, 2007-2008, 2008-2009, 2010-2011, 2011-2012, 2012-2013
- European Trophy: 1

Eisbären Berlin: 2010

### Nazionale
- Campionato mondiale di hockey su ghiaccio - Prima Divisione: 1

2006